# Harry Harvey
Harry Harvey (Indian Territory, 10 gennaio 1901 – Sylmar, 27 novembre 1985) è stato un attore statunitense.
Ha recitato in oltre 320 film dal 1932 al 1970 ed è apparso in oltre cento produzioni televisive dal 1949 al 1974. È stato accreditato anche con i nomi Harry Harvey Sr., Henry W. Harvey Sr. e Harry W. Harvey.

## Biografia
In gioventù lavorò nel vaudeville e in alcune produzioni teatrali a Broadway, ma è ricordato soprattutto come attore caratterista in più di quattrocento tra film ed episodi di serie televisive. Fu co-protagonista di The Oregon Trail (1936) con John Wayne e partecipò a molti altri western degli anni cinquanta e sessanta. 
Interpretò poi il ruolo dello sceriffo Tom Blodgett in 53 episodi della serie televisiva The Roy Rogers Show e di George Dixon, il sindaco della fittizia cittadina di Yellowstone nella serie televisiva western Man Without a Gun. È anche ricordato per il ruolo di Joe McCarthy, il manager dei New York Yankees in L'idolo delle folle (1942).
Morì a Sylmar, in California, il 27 novembre 1985 e fu seppellito al Pierce Brothers Valhalla Memorial Park di North Hollywood accanto al figlio Harry Harvey Jr., anch'egli attore attivo fin da bambino dal 1934 al 1966, morto nel 1978.

## Filmografia

### Cinema
- Il re del Far West (Destry Rides Again) (1932)
- Golden Harvest (1933)
- Sing Sing Nights (1934)
- The Rustlers of Red Dog (1935)
- Ritornerà primavera (One More Spring) (1935)
- Agguati (Behind the Green Lights) (1935)
- Kentucky Blue Streak (1935)
- Rivalità senza rivali (Ladies Crave Excitement), regia di Nick Grinde (1935)
- Manhattan Moon (1935)
- Espresso aerodinamico (Streamline Express) (1935)
- Skybound (1935)
- Cappy Ricks Returns (1935)
- La ragazza del porto (Waterfront Lady) (1935)
- La casa degli agguati (Confidential) (1935)
- Il dottor Socrate (Dr. Socrates) (1935)
- Fermi o sparo! (Case of the Missing Man) (1935)
- Il sentiero della melodia (Harmony Lane) (1935)
- Suicide Squad (1935)
- Miss Pacific Fleet (1935)
- The Lone Wolf Returns, regia di Roy William Neill (1935)
- The Reckless Way (1936)
- The Oregon Trail, regia di Scott Pembroke (1936)
- Il medico di campagna (The Country Doctor), regia di Henry King (1936)
- Hitch Hike to Heaven (1936)
- Nel mondo della Luna (The Moon's Our Home) (1936)
- Panic on the Air (1936)
- Special Agent K-7 (1936)
- Furia (Fury) (1936)
- Ticket to Paradise (1936)
- The Crime of Dr. Forbes (1936)
- La moglie del nemico pubblico (Public Enemy's Wife) (1936)
- Born to Fight (1936)
- The Black Coin (1936)
- Alibi for Murder (1936)
- Caino e Adele (Cain and Mabel) (1936)
- The President's Mystery (1936)
- Ghost-Town Gold (1936)
- Schiavo della tua malia (Under Your Spell) (1936)
- Country Gentlemen (1936)
- L'adorabile nemica (Theodora Goes Wild) (1936)
- Amore in otto lezioni (Gold Diggers of 1937) (1936)
- High Hat (1937)
- Find the Witness (1937)
- Headline Crasher (1937)
- You Can't Buy Luck (1937)
- Speed to Spare (1937)
- L'uomo di bronzo (Kid Galahad) (1937)
- Border Cafe (1937)
- The Great Gambini (1937)
- Blazing Barriers (1937)
- Marry the Girl, regia di William C. McGann (1937)
- The Big Shot, regia di Edward Killy (1937)
- The Rangers Step In (1937)
- Il fantasma cantante (Wake Up and Live) (1937)
- Jungle Menace (1937)
- Luna di miele a tre (A Bride for Henry) (1937)
- The Shadow Strikes (1937)
- Under Suspicion (1937)
- The Mysterious Pilot (1937)
- Here's Flash Casey (1938)
- The Spy Ring (1938)
- Born to Be Wild (1938)
- Il sentiero dei cuori perduti (The Painted Trail) (1938)
- Prison Nurse (1938)
- Rolling Caravans (1938)
- Duello col pirata nero (The Secret of Treasure Island) (1938)
- L'isola del paradiso (Sinners in Paradise) (1938)
- Six-Shootin' Sheriff (1938)
- Senza mamma (Romance of the Limberlost), regia di William Nigh (1938)
- Fuoco al mulino (Held for Ransom) (1938)
- Man's Country (1938)
- Phantom Gold (1938)
- Under the Big Top (1938)
- Non uccidere (Crime Takes a Holiday) (1938)
- Il figlio del gangster (Gangster's Boy) (1938)
- Tough Kid (1938)
- King of the Sierras (1938)
- Pirates of the Skies (1939)
- La legge dei senza paura (Code of the Fearless) (1939)
- I moschettieri della prateria (In Old Montana) (1939)
- Rollin' Westward (1939)
- Blackwell's Island (1939)
- Two Gun Troubador (1939)
- Lone Star Pioneers (1939)
- Clock Wise (1939)
- Street of Missing Men (1939)
- The Girl from Mexico (1939)
- Ring Madness (1939)
- Blondie Takes a Vacation (1939)
- L'esploratore scomparso (Stanley and Livingstone) (1939)
- Daughter of the Tong (1939)
- The Day the Bookies Wept (1939)
- Truth Aches (1939)
- Il pilota della morte (Mercy Plane) (1939)
- Texas Renegades (1940)
- L'ora fatale (The Fatal Hour) (1940)
- L'isola degli uomini perduti (The House Across the Bay) (1940)
- Phantom Rancher (1940)
- Terry and the Pirates (1940)
- I Take This Oath (1940)
- Pop Always Pays (1940)
- Sky Bandits (1940)
- Deadwood Dick (1940)
- Ridin' the Trail (1940)
- Men Against the Sky (1940)
- Musica indiavolata (Strike Up the Band) (1940)
- He Asked for It (1940)
- Wagon Train (1940)
- The Green Archer (1940)
- The Fargo Kid (1940)
- Rollin' Home to Texas (1940)
- Redskins and Redheads (1941)
- Robbers of the Range (1941)
- The Spider Returns (1941)
- An Apple in His Eye (1941)
- Hurry, Charlie, Hurry (1941)
- Double Cross, regia di Albert H. Kelley (1941)
- Ringside Maisie (1941)
- Six-Gun Gold (1941)
- Dietro le persiane (No Greater Sin) (1941)
- Bad Man of Deadwood (1941)
- I'll Fix It, regia di Charles E. Roberts (1941)
- Three Girls About Town (1941)
- Always Tomorrow: The Portrait of an American Business (1941)
- Holt of the Secret Service (1941)
- Who's a Dummy? (1941)
- Dude Cowboy (1941)
- Road to Happiness (1942)
- Home Work (1942)
- Obliging Young Lady (1942)
- Keep Shooting (1942)
- Bullets for Bandits (1942)
- What's Cookin'? (1942)
- Sing Your Worries Away (1942)
- The Strange Case of Doctor Rx (1942)
- Cactus Capers (1942)
- Dottor Broadway (Dr. Broadway) (1942)
- Perils of the Royal Mounted (1942)
- L'idolo delle folle (The Pride of the Yankees) (1942)
- Blondie for Victory (1942)
- The War Against Mrs. Hadley (1942)
- Mexican Spitfire's Elephant (1942)
- Dear! Deer! (1942)
- La morte viene dall'ombra (A Night to Remember) (1942)
- The Rangers Take Over (1942)
- Silent Witness (1943)
- Nasce una stella (Something to Shout About) (1943)
- It Ain't Hay (1943)
- The Adventures of a Rookie (1943)
- So's Your Uncle (1943)
- The Return of the Rangers (1943)
- The Heat's On (1943)
- Swingtime Johnny (1943)
- Love Your Landlord (1944)
- Lady, Let's Dance (1944)
- Spook Town (1944)
- Le sorprese dell'amore (Bride by Mistake) (1944)
- Youth Runs Wild (1944)
- Triple Trouble, regia di Harry D'Arcy (1944)
- The Merry Monahans (1944)
- Gangsters of the Frontier (1944)
- Black Arrow (1944)
- He Forgot to Remember (1944)
- I'm from Arkansas (1944)
- Birthday Blues (1945)
- Patrick the Great (1945)
- Crime, Inc. (1945)
- Tutti pazzi (It's in the Bag!) (1945)
- Let's Go Stepping (1945)
- Blonde Ransom (1945)
- Mama Loves Papa, regia di Frank R. Strayer (1945)
- The Big Beef (1945)
- Trouble or Nothing (1946)
- Riverboat Rhythm (1946)
- La terra dei senza legge (Badman's Territory) (1946)
- The Falcon's Alibi (1946)
- Manicomio (Bedlam) (1946)
- Sunset Pass (1946)
- La bionda di bambù (The Bamboo Blonde) (1946)
- Step by Step (1946)
- La banda dei falsificatori (Crack-Up) (1946)
- Noisy Neighbors (1946)
- Follow That Blonde (1946)
- Genius at Work (1946)
- La fortuna è femmina (Lady Luck) (1946)
- Notturno di sangue (Nocturne) (1946)
- Criminal Court (1946)
- The Falcon's Adventure (1946)
- Bionda fra le sbarre (Cross My Heart) (1946)
- Sinbad il marinaio (Sinbad, the Sailor) (1947)
- Beat the Band (1947)
- Frontiere selvagge (Trail Street) (1947)
- I predoni della montagna (Code of the West) (1947)
- Wife Tames Wolf (1947)
- In Room 303 (1947)
- Perfido inganno (Born to Kill) (1947)
- Piccolo cuore (Banjo) (1947)
- Dick Tracy's Dilemma (1947)
- La donna della spiaggia (The Woman on the Beach) (1947)
- Il mistero delle sette chiavi (Seven Keys to Baldpate) (1947)
- Notte di bivacco (Cheyenne) (1947)
- Fiamme sulla Sierra (Thunder Mountain) (1947)
- Nessuno mi crederà (They Won't Believe Me), regia di Irving Pichel (1947)
- Odio implacabile (Crossfire) (1947)
- Under the Tonto Rim (1947)
- Sogni proibiti (The Secret Life of Walter Mitty) (1947)
- Dick Tracy Meets Gruesome (1947)
- L'amore senza volto (Night Song) (1947)
- The Spook Speaks (1947)
- Tutti conoscono Susanna (If You Knew Susie) (1948)
- Erano tutti miei figli (All My Sons) (1948)
- My Dog Rusty (1948)
- Domani saranno uomini (Fighting Father Dunne) (1948)
- How to Clean House (1948)
- The Arizona Ranger (1948)
- Azzardo (Hazard) (1948)
- Train to Alcatraz (1948)
- La donna del bandito (They Live by Night) (1948)
- Contest Crazy (1948)
- Richiamo d'ottobre (The Return of October) (1948)
- The Uninvited Blonde (1948)
- Pistole puntate (Belle Starr's Daughter) (1948)
- Egli camminava nella notte (He Walked by Night) (1948)
- Il delitto del giudice (An Act of Murder) (1948)
- Viso pallido (The Paleface) (1948)
- Gun Smugglers (1948)
- Delitto senza peccato (The Accused) (1949)
- Rusty Saves a Life (1949)
- I Cheated the Law (1949)
- Death Valley Gunfighter (1949)
- Stagecoach Kid (1949)
- The Judge Steps Out (1949)
- Leave It to Henry (1949)
- Occhio per occhio (Calamity Jane and Sam Bass) (1949)
- Caccia all'uomo nell'artide (Arctic Manhunt) (1949)
- Segretaria tutto fare (Miss Grant Takes Richmond) (1949)
- Sgomento (The Reckless Moment) (1949)
- Abbasso mio marito (Dear Wife) (1949)
- Quella meravigliosa invenzione (Free for All) (1949)
- Unmasked (1950)
- La chiave della città (Key to the City) (1950)
- Donna in fuga (Woman in Hiding) (1950)
- Francis, il mulo parlante (Francis) (1950)
- Pelle di bronzo (Comanche Territory) (1950)
- Cow Town (1950)
- Hoedown (1950)
- Romantico avventuriero (The Gunfighter) (1950)
- It's a Small World (1950)
- Beyond the Purple Hills (1950)
- Delitto in prima pagina (The Underworld Story) (1950)
- Condannato! (Convicted) (1950)
- Tè per due (Tea for Two) (1950)
- Tra mezzanotte e l'alba (Between Midnight and Dawn) (1950)
- Rio Grande Patrol (1950)
- I clienti di mia moglie (Emergency Wedding) (1950)
- La setta dei tre K (Storm Warning) (1951)
- Silver City Bonanza (1951)
- Whirlwind (1951)
- Home Town Story (1951)
- L'asso nella manica (Ace in the Hole) (1951)
- Take Care of My Little Girl (1951)
- Rodeo King and the Senorita (1951)
- Deal Me In (1951)
- The Guy Who Came Back (1951)
- Arizona Manhunt (1951)
- Corky of Gasoline Alley (1951)
- Ultimatum alla Terra (The Day the Earth Stood Still) (1951)
- Lord Epping Returns (1951)
- The Hills of Utah (1951)
- Mia moglie si sposa (Let's Make It Legal) (1951)
- Superman and the Mole-Men (1951)
- Too Many Wives, regia di Leslie Goodwins (1951)
- La vita che sognava (Boots Malone) (1952)
- L'ultimo fuorilegge (The Cimarron Kid) (1952)
- Colorado Sundown (1952)
- L'ultima minaccia (Deadline - U.S.A.) (1952)
- Target (1952)
- Le jene di Chicago (The Narrow Margin), regia di Richard Fleischer (1952)
- Nessuno mi salverà (The Sniper) (1952)
- I banditi di Poker Flat (The Outcasts of Poker Flat) (1952)
- L'angelo scarlatto (Scarlet Angel) (1952)
- Three for Bedroom C (1952)
- Mezzogiorno di fuoco (High Noon) (1952)
- Ma and Pa Kettle at the Fair (1952)
- Matrimoni a sorpresa (We're Not Married!) (1952)
- Barbed Wire (1952)
- Duello al Rio d'argento (The Duel at Silver Creek) (1952)
- Wagon Team (1952)
- Aquile tonanti (Thunderbirds) (1952)
- The Jazz Singer (1952)
- Nuvola nera (Last of the Comanches) (1953)
- Old Overland Trail (1953)
- Il giustiziere (Law and Order) (1953)
- The Marshal's Daughter (1953)
- Bandits of the West (1953)
- La città dei fuorilegge (City of Bad Men) (1953)
- I senza legge (Tumbleweed) (1953)
- La storia di Glenn Miller (The Glenn Miller Story) (1954)
- FBI operazione Las Vegas (Highway Dragnet) (1954)
- I rinnegati del Wyoming (Wyoming Renegades) (1954)
- The Rocket Man (1954)
- The Outlaw Stallion (1954)
- Man with the Steel Whip (1954)
- Squadra investigativa (Down Three Dark Streets) (1954)
- 20.000 leghe sotto i mari (20000 Leagues Under the Sea) (1954)
- Giorno maledetto (Bad Day at Black Rock) (1955)
- Murder Is My Beat (1955)
- Brooklyn chiama polizia (The Naked Street) (1955)
- La freccia sulla croce (The Twinkle in God's Eye) (1955)
- Lo sciopero delle mogli (The Second Greatest Sex) (1955)
- Last of the Desperados (1955)
- Engagement Party (1956)
- I rapinatori del passo (Fury at Gunsight Pass) (1956)
- La rivolta dei cowboys (Showdown at Abilene) (1956)
- Il cerchio della vendetta (Shoot-Out at Medicine Bend) (1957)
- La tragedia del Rio Grande (Man in the Shadow) (1957)
- Ritorno a Warbow (Return to Warbow) (1958)
- La legge del più forte (The Sheepman) (1958)
- Il segreto di Pollyanna (Pollyanna) (1960)
- L'impero dell'odio (Black Gold) (1962)
- Cat Ballou (1965)
- La grande corsa (The Great Race) (1965)
- El Tigre (Ride Beyond Vengeance) (1966)
- Guai con gli angeli (The Trouble with Angels) (1966)
- Un maggiordomo nel Far West (The Adventures of Bullwhip Griffin) (1967)
- Il mondo è pieno... di papà (Doctor, You've Got to Be Kidding!) (1967)
- Il fantasma del pirata Barbanera (Blackbeard's Ghost) (1968)
- Stay Away, Joe (1968)
- Airport (1970)

### Televisione
- The Life of Riley – serie TV, un episodio (1949)
- The Range Rider – serie TV, 2 episodi (1951)
- The Ford Television Theatre – serie TV, un episodio (1953)
- Cisco Kid (The Cisco Kid) – serie TV, un episodio (1953)
- Summer Theatre – serie TV, un episodio (1953)
- Adventures of Superman – serie TV, un episodio (1953)
- Hopalong Cassidy – serie TV, un episodio (1953)
- Adventures of Wild Bill Hickok – serie TV, un episodio (1953)
- Your Jeweler's Showcase – serie TV, un episodio (1953)
- The Revlon Mirror Theater – serie TV, un episodio (1953)
- Stories of the Century – serie TV, un episodio (1954)
- Lux Video Theatre – serie TV, un episodio (1954)
- The Lone Wolf – serie TV, un episodio (1954)
- Schlitz Playhouse of Stars – serie TV, 2 episodi (1953-1954)
- Annie Oakley – serie TV, 3 episodi (1954)
- Death Valley Days – serie TV, un episodio (1954)
- Letter to Loretta – serie TV, un episodio (1954)
- City Detective – serie TV, 2 episodi (1953-1954)
- The Adventures of Kit Carson – serie TV, 5 episodi (1952-1955)
- The Public Defender – serie TV, un episodio (1955)
- The Star and the Story – serie TV, episodio 1x05 (1955)
- Il cavaliere solitario (The Lone Ranger) – serie TV, 11 episodi (1949-1955)
- TV Reader's Digest – serie TV, episodio 1x19 (1955)
- Four Star Playhouse – serie TV, un episodio (1955)
- Fireside Theatre – serie TV, un episodio (1955)
- Le avventure di Campione (The Adventures of Champion) – serie TV, episodio 1x04 (1955)
- Celebrity Playhouse – serie TV, episodio 1x11 (1955)
- Le avventure di Gene Autry (The Gene Autry Show) – serie TV, 8 episodi (1950-1955)
- It's a Great Life – serie TV, 3 episodi (1955-1956)
- Cavalcade of America – serie TV, un episodio (1956)
- Studio 57 – serie TV, 2 episodi (1954-1956)
- Screen Directors Playhouse – serie TV, episodio 1x20 (1956)
- Navy Log – serie TV, episodio 2x02 (1956)
- Ethel Barrymore Theater – serie TV, un episodio (1956)
- The Roy Rogers Show – serie TV, 54 episodi (1951-1957)
- The 20th Century-Fox Hour – serie TV, episodi 1x11-2x13 (1956-1957)
- Sheriff of Cochise – serie TV, un episodio (1957)
- Tales of Wells Fargo – serie TV, un episodio (1957)
- The Adventures of Jim Bowie – serie TV, 2 episodi (1957)
- Broken Arrow – serie TV, 2 episodi (1956-1957)
- Furia (Fury) – serie TV, un episodio (1957)
- Richard Diamond, Private Detective – serie TV, 2 episodi (1957-1958)
- Ricercato vivo o morto (Wanted: Dead or Alive) – serie TV, episodio 1x10 (1958)
- The Lineup – serie TV, 3 episodi (1955-1958)
- Cimarron City – serie TV, episodio 1x11 (1958)
- Gli uomini della prateria (Rawhide) – serie TV, episodio 1x04 (1959)
- Man Without a Gun – serie TV, 21 episodi (1957-1959)
- Dragnet – serie TV, 4 episodi (1956-1959)
- Avventure lungo il fiume (Riverboat) – serie TV, episodio 1x04 (1959)
- Il tenente Ballinger (M Squad) – serie TV, un episodio (1959)
- Colt .45 – serie TV, un episodio (1959)
- June Allyson Show (The DuPont Show with June Allyson) – serie TV, episodio 1x18 (1960)
- The Deputy – serie TV, un episodio (1960)
- The Texan – serie TV, 4 episodi (1958-1960)
- Shotgun Slade – serie TV, un episodio (1960)
- Gli intoccabili (The Untouchables) – serie TV, 2 episodi (1959-1960)
- Scacco matto (Checkmate) – serie TV, episodio 1x02 (1960)
- The Brothers Brannagan – serie TV, un episodio (1960)
- Sugarfoot – serie TV, 3 episodi (1958-1960)
- Ispettore Dante (Dante) – serie TV, episodio 1x17 (1961)
- Le leggendarie imprese di Wyatt Earp (The Life and Legend of Wyatt Earp) – serie TV, 3 episodi (1956-1961)
- Maverick – serie TV, 7 episodi (1957-1961)
- Laramie – serie TV, 4 episodi (1960-1961)
- Bronco – serie TV, 3 episodi (1959-1962)
- Cheyenne – serie TV, 6 episodi (1956-1962)
- Lawman – serie TV, un episodio (1962)
- It's a Man's World – serie TV, 19 episodi (1962-1963)
- The Wide Country – serie TV, episodio 1x28 (1963)
- Ci pensa Beaver (Leave It to Beaver) – serie TV, un episodio (1963)
- L'ora di Hitchcock (The Alfred Hitchcock Hour) – serie TV, 2 episodi (1963)
- La legge di Burke (Burke's Law) – serie TV, episodio 1x17 (1964)
- Disneyland – serie TV, 2 episodi (1964)
- Carovane verso il west (Wagon Train) – serie TV, 5 episodi (1960-1964)
- Il ragazzo di Hong Kong (Kentucky Jones) – serie TV, episodio 1x20 (1965)
- Lost in Space – serie TV, un episodio (1965)
- Petticoat Junction – serie TV, un episodio (1966)
- Branded – serie TV, episodi 1x01-2x01-2x23 (1965-1966)
- Hazel – serie TV, 2 episodi (1965-1966)
- The Tammy Grimes Show – serie TV, un episodio (1966)
- Laredo – serie TV, un episodio (1966)
- Selvaggio west (The Wild Wild West) – serie TV, episodio 2x15 (1966)
- Agenzia U.N.C.L.E. (The Girl from U.N.C.L.E.) – serie TV, episodio 1x26 (1967)
- Lassie – serie TV, 4 episodi (1955-1967)
- Strega per amore (I Dream of Jeannie) – serie TV, un episodio (1967)
- Daniel Boone – serie TV, 2 episodi (1966-1967)
- Cimarron Strip – serie TV, 2 episodi (1967-1968)
- La fattoria dei giorni felici (Green Acres) – serie TV, un episodio (1968)
- Vita da strega (Bewitched) – serie TV, un episodio (1968)
- The Outsider – serie TV, episodio 1x13 (1968)
- Il grande teatro del west (The Guns of Will Sonnett) – serie TV, 3 episodi (1967-1969)
- Lancer – serie TV, 2 episodi (1969)
- The Ballad of Andy Crocker – film TV (1969)
- Cutter's Trail – film TV (1970)
- Marcus Welby (Marcus Welby, M.D.) – serie TV, un episodio (1970)
- Il virginiano (The Virginian) – serie TV, 7 episodi (1965-1970)
- The New Andy Griffith Show – serie TV, un episodio (1971)
- Sarge – serie TV, un episodio (1971)
- Un vero sceriffo (Nichols) – serie TV, un episodio (1971)
- Gunsmoke – serie TV, 8 episodi (1965-1971)
- Due onesti fuorilegge (Alias Smith and Jones) – serie TV, un episodio (1972)
- Bonanza – serie TV, 3 episodi (1968-1972)
- Difesa a oltranza (Owen Marshall, Counselor at Law) – serie TV, un episodio (1973)
- Colombo (Columbo) – serie TV, un episodio (1974)
- Hec Ramsey – serie TV, 3 episodi (1972-1974)
- Ironside – serie TV, 3 episodi (1968-1974)
- Mannix – serie TV, 6 episodi (1968-1974)
- Adam-12 – serie TV, un episodio (1974)